# Fernando González (judoka español)
Fernando González Pérez (Madrid, 30 de abril de 1969) es un deportista español que compitió en judo. Ganó dos medallas en los Juegos Mediterráneos en los años 1993 y 1997.
Participó en los Juegos Olímpicos de Sídney 2000, donde finalizó séptimo en la categoría de –90 kg.

## Palmarés internacional
| Juegos Mediterráneos | Juegos Mediterráneos         | Juegos Mediterráneos | Juegos Mediterráneos |
| Año                  | Lugar                        | Medalla              | Categoría            |
| -------------------- | ---------------------------- | -------------------- | -------------------- |
| 1993                 | Languedoc-Rosellón (Francia) | Medalla de plata     | –86 kg               |
| 1997                 | Bari (Italia)                | Medalla de bronce    | –86 kg               |